# 1001 Pułk Grenadierów
1001 Pułk Grenadierów (niem. Grenadier-Regiment 1001) – niemiecki oddział wojskowy Abwehry pod koniec II wojny światowej
Pułk został sformowany 14 czerwca 1944 r. w Marienbadzie. Liczył ponad 6 tys. ludzi. Był podporządkowany Abwehrze. Dowództwo objął ppłk Friedrich Carl Marwede. W ramach oddziału prowadzono szkolenie agentów wywiadowców i dywersantów, którzy mieli być przerzuceni na tyły Armii Czerwonej. Werbunek prowadzono wśród jeńców wojennych różnych narodowości, a także ochotników. Pułk dzielił się na trzy pododdziały (obozy ćwiczebno-treningowe). Pierwszy pododdział stacjonował w zamku w miejscowości Oberwaltersdorf na południe od Wiednia. Na jego czele stał kpt. Burianek. Żołnierzami pododdziału byli czerwonoarmiści różnych narodowości. Drugi pododdział był rozmieszczony w miasteczku Kaiserwald, a następnie wsi Geistel w rejonie Grazu. Szkolił agentów spośród Albańczyków, Węgrów i Jugosłowian. Dowódcą był kpt. Hermann. Trzeci pododdział był ulokowany w Strasburgu. Okres szkoleniowy trwał do 6 tygodni. Kursanci nabywali wiedzę z zakresu używania materiałów wybuchowych, różnego rodzaju broni palnej, topografii, pracy saperskiej. W pierwszych dniach maja 1945 r. pułk został rozwiązany.